# ويلهلم فون شينب
ويلهلم فون شينب (بالألمانية: Wilhelm von Gennep)‏ (و. القرن 14 – 1362 م) هو كاهن كاثوليكي ألماني، ولد في خنيب، توفي في كولونيا.

## مناصب
تولى منصب أمير ناخب
- مطران كاثوليكي  [لغات أخرى]‏.[3]